# Dagjaktflygplan

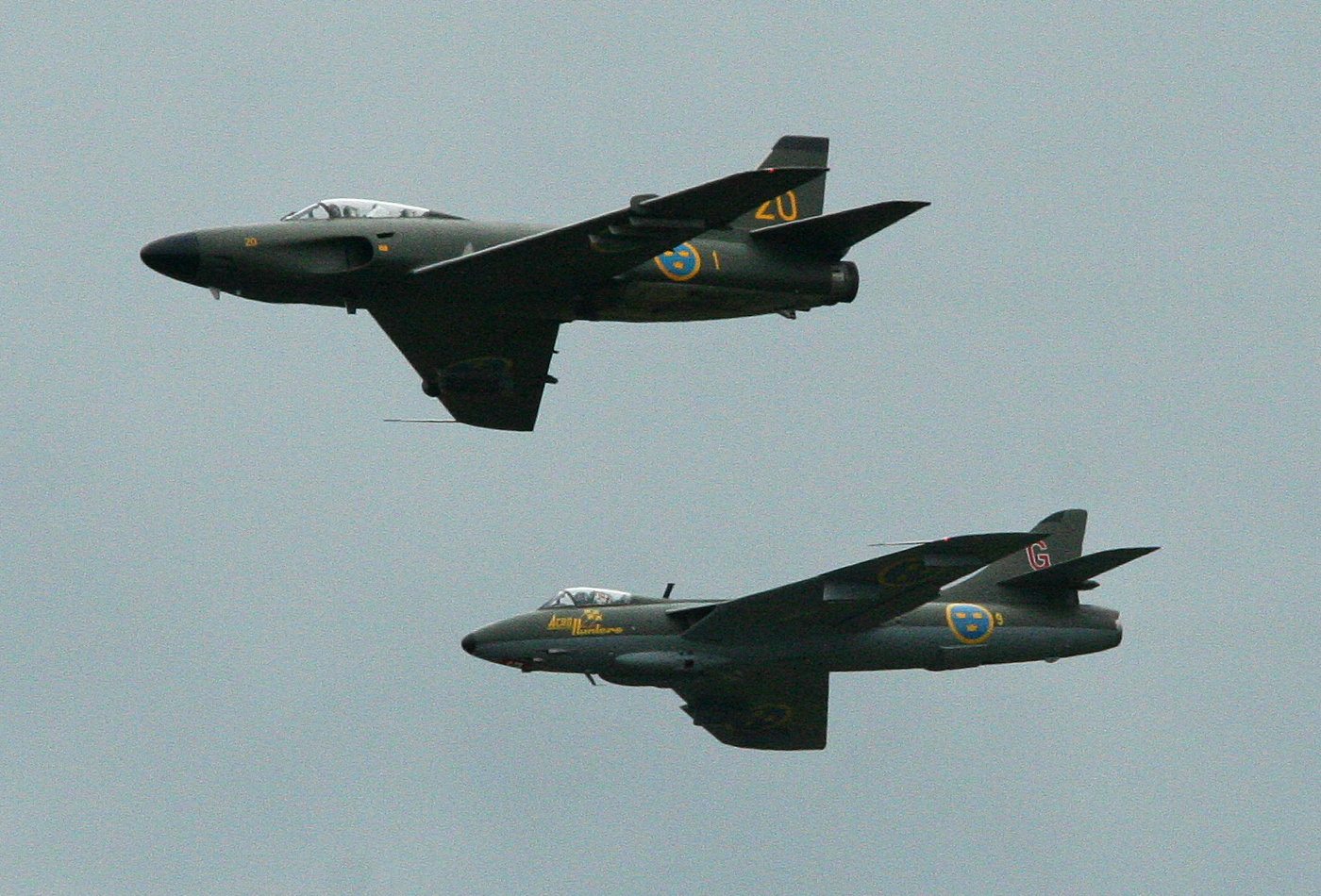
Svenskmålad Hawker Hunter dagjaktflygplan (nedre) bredvid ett svenskt Saab 32 Lansen allvädersjaktplan (övre). Notera avsaknaden av radom (radarnos) hos den tidigare.

Dagjaktflygplan avser, främst historiskt, jaktflygplan som enbart utrustats för att kunna hitta och skjuta ner fientliga flygplan genom visuellflygning. Avsikten med detta är att skapa billigare och enklare flygplan än nattjaktflygplan och allvädersjaktflygplan som effektivt kan utföra jaktuppdrag dagtid vid goda väderförhållanden, så kallad dagjakt.
Sedan 1960-talet förekommer allvädersförmåga hos nästan alla moderna jaktflygplan, varav särskilda flygplan för dagjakt inte förekommer i modern tid.